# Sinh học vũ trụ

Axit nucleic có thể không phải là dạng phân tử duy nhất trong vũ trụ có khả năng mã hóa các quá trình sống.

Sinh học vũ trụ là lĩnh vực nghiên cứu về nguồn gốc, tiến hóa, phân bố và tương lai của sự sống trong vũ trụ: sự sống ngoài Trái Đất và sự sống trên Trái Đất. Lĩnh vực đa ngành này bao gồm việc tìm kiếm các môi trường có thể sống được trong Hệ mặt trời và các hành tinh có thể cư trú được bên ngoài Hệ mặt trời, tìm kiếm bằng chứng về các hóa chất giúp hình thành sự sống, nghiên cứu trong phòng thí nghiệm và thực địa nguồn gốc và tiến hóa ban đầu của sự sống trên Trái Đất, và nghiên cứu về khả năng của sự sống trong việc thích nghi với các thách thức trên Trái Đất và ngoài không gian. Sinh học vũ trụ trả lời cho câu hỏi liệu có sự sống trên ngoài Trái Đất không, và làm thế nào loài người phát hiện ra nếu điều đó thực sự xảy ra. (Thuật ngữ exobiology có nghĩa tương tự nhưng cụ thể hơn — nó bao gồm tìm kiếm về sự sống ngoài Trái Đất, và nghiên cứu những ảnh hưởng của môi trường ngoài Trái Đất lên sinh vật sống)
Sinh học vũ trụ sử dụng nhiều ngành, bao gồm vật lý, hóa học, thiên văn, sinh học, sinh học phân tử, sinh thái học, khoa học hành tinh, địa lý và địa chất, để nghiên cứu về khả năng có sự sống trong các thế giới khác và để giúp nhận ra các sinh quyển mà có thể khác biệt với sinh quyển trên Trái Đất. Nguồn gốc và sự tiến hóa ban đầu của sự sống cũng là một phần không thể tách rời được của sinh học vũ trụ. Nó cũng quan tâm đến việc lý giải các dữ liệu khoa học hiện có. Mặc dù việc phỏng đoán cũng rất có ích, nhưng sinh học vũ trụ chủ yếu quan tâm đế các giả thiết phù hợp vững chắc với các lý thuyết khoa học.
Hóa học của sự sống có thể đã bắt đầu một thời gian sau Big Bang 13,8 tỷ năm trước, trong một giai đoạn có thể sống được khi vũ trụ mới chỉ 10-17 triệu năm tuổi. Theo thuyết tha sinh (panspermia), sự sống ở kích thước hiển vi—được phân tán bởi thiên thạch, các tiểu hành tinh và các thiên thể nhỏ khác trong Hệ mặt trời—có thể tồn tại khắp nơi ngoài vũ trụ. Mặc dù vậy, Trái Đất là nơi duy nhất trong vũ trụ được biết là có sự sống. Hơn 99% tổng số loài, lên tới con số 5 tỷ, từng sống trên Trái Đất được cho là đã tuyệt chủng. Số lượng loài ước tính hiện có trên Trái Đất là từ 10 đến 14 triệu loài, trong số đó khoảng 1,2 triệu loài đã được ghi nhận và mô tả, và còn hơn 86% vẫn chưa được mô tả.
Các ước tính về vùng sống được xung quanh các ngôi sao, cùng với khám phá về hàng trăm hành tinh ngoài hệ mặt trời và hiểu biết mới về các môi trường sống cực đoan trên Trái Đất, gợi ý rằng có thể có nhiều nơi sống được trong vũ trụ hơn là các tính toán trước đây. Vào ngày 4 tháng 11 năm 2013, các nhà thiên văn dựa trên dữ liệu tàu không gian Kepler đã báo cáo rằng có thể có tới 40 tỷ hành tinh có kích cỡ như Trái Đất có quỹ đạo trong các vùng sống được quanh các ngôi sao giống mặt trời và sao lùn đỏ chỉ riêng trong dải Ngân hà. 11 tỷ trong số các hành tinh này có thể đang xoay quanh các ngôi sao giống mặt trời. Theo các nhà khoa học này, hành tinh như thế gần Trái Đất nhất cách đây 12 năm ánh sáng.
Người ta đã đề xuất rằng virus rất có khả năng sẽ được tìm thấy trên các hành tinh mang sự sống khác. Nhà sinh học vũ trụ Chandra Wickramasinghe và Fred Hoyle cho rằng virrus gây nên đại dịch cúm năm 1918 đến Trái Đất qua thiên thạch. Các nỗ lực nhằm khám phá sự sống trong quá khứ cũng như hiện tại trên sao Hỏa là một lĩnh vực nghiên cứu năng động. Vào ngày 24 tháng 1 năm 2014, NASA thông cáo rằng các nghiên cứu hiện tại trên sao Hỏa do tàu thăm dò Curiosity và Opportunity tiến hành giờ đây sẽ là tìm kiếm bằng chứng về sự sống trong quá khứ, bao gồm tìm kiếm sinh quyển dựa trên các vi sinh vật dị dưỡng, hóa dưỡng và/hoặc dinh dưỡng hóa năng vô cơ, cũng như bằng chứng về nước trong quá khứ, bao gồm các môi trường sông hồ có thể chứa sự sống. Cuộc tìm kiếm bằng chứng về khả năng sống được và carbon hữu cơ trên sao Hỏa giờ là một ưu tiên của NASA.

## Tổng quan

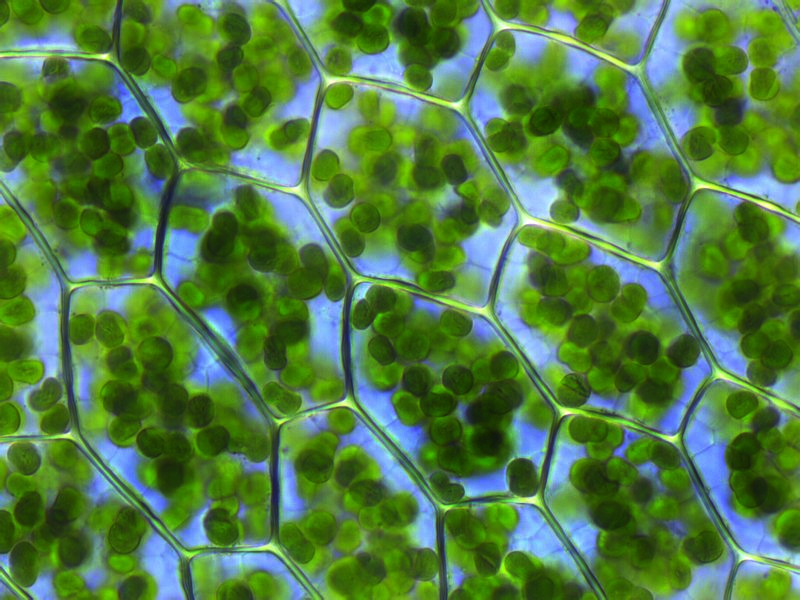
Không rõ là liệu sự sống ở nơi khác trong vũ trụ có sử dụng cấu trúc tế bào giống như sự sống trên Trái Đất hay không. (Ảnh các hạt diệp lục trong tế bào thực vật)

Sinh học vũ trụ (Astrobiology) có từ nguyên từ tiếng Hi Lạp, ἄστρον, astron, "chòm sao, sao"; βίος, bios, "sự sống"; và -λογία, -logia, nghiên cứu. Các nhiều từ đồng nghĩa với sinh học vũ trụ. Một trong số đó là exobiology từ tiếng Hi Lạp Έξω, "bên ngoài"; Βίος, bios, "sự sống"; and λογία, -logia, nghiên cứu. Thuật ngữ exobiology được nhà sinh học phân tử Joshua Lederberg đặt ra. Exobiology được coi là có phạm vi nghiên cứu hẹp hơn, giới hạn ở việc tìm kiếm sự sống ngoài Trái Đất, trong khi đối tượng của sinh học vũ trụ rộng hơn và nó nghiên cứu mối liên hệ giữa sự sống và vũ trụ, bao gồm sự tìm kiếm sự sống ngoài Trái Đất, nhưng cũng gồm cả nghiên cứu sự sống trên Trái Đất, nguồn gốc, sự tiến hóa và các giới hạn của nó. Thuật ngữ exobiology có xu hướng bị thay thế bởi sinh học vũ trụ (astrobiology).
Một thuật ngữ khác được dùng trong quá khứ là xenobiology, ("sinh học về sự sống bên ngoài") từ này được nhà văn viết sách khoa học giả tưởng Robert Heinlein sử dụng lần đầu năm 1954 trong tác phẩm The Star Beast của mình. Thuật ngữ xenobiology ngày này được dùng với một nghĩa hẹp hơn, có nghĩa là "sinh học dựa trên quá trình hóa học khác", bất kể là quá trình đó có nguồn gốc ngoài Trái Đất hay trên Trái Đất (có thể là nhân tạo). Vì các nhà khoa học đã tạo được các quá trình thay thế tương tự với các quá trình sống trong phòng thí nghiệm nên xenobiology ngày nay được coi là một lĩnh vực thực sự tồn tại.
Dù đây là một lĩnh vực mới xuất hiện và đang phát triển, câu hỏi liệu sự sống có tồn tại ở đâu đó khác ngoài vũ trụ không là một giả thuyết có thể xác minh được và do đó thuộc về điều tra khoa học. Mặc dù nó từng được xem là không thuộc điều tra khoa học chính thống, sinh học vũ trụ đã dần trở thành một ngành nghiên cứu chính thức. Nhà khoa học hành tinh David Grinspoon gọi sinh học vũ trụ là một lĩnh vực của triết học tự nhiên, suy đoán những điều chưa biết dựa vào giả thuyết khoa học đã biết. Sự quan tâm của NASA với sinh học vũ trụ bắt đầu lần đầu cùng với sự phát triển của Chương trình không gian Hoa Kỳ. Năm 1959, NASA cấp kinh phí cho dự án sinh học vũ trụ đầu tiên, và vào năm 1960, NASA thành lập Chương trình sinh học vũ trụ. Năm 1971, NASA cấp kinh phí cho chương trình Tìm kiếm trí thông minh ngoài Trái Đất (SETI) để tìm kiếm các tần số radio trong phổ điện từ có khả năng là các tín hiệu do sự sống ngoài Trái Đất bên ngoài Hệ mặt trời gửi đi. Tàu thăm do Viking của NASA tới sao Hỏa phóng năm 1976 mang theo ba thí nghệm được thiết kế nhằm tìm kiếm các dấu hiệu khả dĩ về sự hiện diện của sự sống trên sao Hỏa. Tàu thăm dò sao Hỏa Pathfinder năm 1997 đã mang theo các thiết bị khoa học nhằm thực hiện các thăm dò cổ sinh vật học với hi vọng tìm được các hóa thạch vi khuẩn trong đá sao Hỏa.
Vào thế kỷ 21, sinh học vũ trụ là trọng tâm của các tàu thám hiểm của NASA và Cơ quan vũ trụ châu Âu. Hội nghị châu Âu về sinh học vũ trụ diễn ra lần đầu tiên vào tháng 5 năm 2001 ở Italia, và kết quả là Mạng lưới sinh học vũ trụ châu Âu, và Chương trình Aurora. Hiện nay, NASA đang điều hành Viện sinh học vũ trụ NASA và ngày có càng nhiều trường đại học ở Mỹ (ví dụ, University of Arizona, Penn State University, Montana State University – Bozeman, University of Washington, và Arizona State University), Anh (ví dụ, The University of Glamorgan, Buckingham University, University of Central Lancashire), Canada, Ireland, và Australia (ví dụ, The University of New South Wales) đào tạo các chương trình bậc sau đại học về sinh học vũ trụ. Liên đoàn thiên văn quốc tế thường xuyên tổ chức các hội thảo quốc tế thông qua Ủy ban sinh học vũ trụ của mình.
Các tiến bộ trong các lĩnh vực sinh học vũ trụ, thiên văn và sự khám phá về nhiều sinh vật có khả năng sinh sôi trong cá môi trường khắc nghiệt nhất trên Trái Đất, đã dẫn tới suy đoán rằng sự sống có thể sinh sôi trên nhiều thiên thể khác ngoài vũ trụ. Một trọng tâm của nghiên cứu sinh học vũ trụ hiện tại là tìm kiếm sự sống trên sao Hỏa do sự gần gũi với Trái Đất và lịch sử địa chất của nó. Ngày càng có nhiều bằng chứng cho thấy rằng trước đây sao Hỏa đã từng có một lượng nước đáng kể trên bề mặt; nước được coi là một tiền đề thiết yếu cho sự phát triển của sự sống dựa trên các-bon.
Các chương trình thăm dò được thiết kế đặc biệt cho mục đích tìm kiếm sự sống bao gồm chương trình Viking và tàu thăm dò Beagle 2, cả hai đều hướng tới sao Hỏa. Các kết quả của Viking không chắc chắn lắm, còn Beagle 2 thì thất bại trong việc truyền tín hiệu về và được cho là đã bị hỏng. Một tàu thám hiểm tương lai chuyên về sinh học vũ trụ nữa có thể sẽ là Jupiter Icy Moons Orbiter nếu nó không bị hủy bỏ, được thiết kế để nghiên cứu về các mặt trăng băng của sao Mộc—một số trong các mặt trăng đó có thể sẽ có nước lỏng. Cuối năm 2008, tàu Phoenix đã thăm dò môi trường để đánh giá khả năng tồn tại trong quá khứ và hiện tại của sự sống vi sinh vật trên sao Hỏa, và để nghiên cứu lịch sử nguồn nước trên đó.
Vào tháng 11 năm 2011, NASA phóng tàu tự hành Phòng thí nghiệm khoa học sao Hỏa (MSL), tên khác là Curiosity, và nó đã hạ cánh ở hố thiên thạch Gale vào tháng 8 năm 2012. Tàu tự hành Curiosity hiện đang thăm dò môi trường để đánh giá khả năng tồn tại trong quá khứ và hiện tại của sự sống vi sinh vật trên sao Hỏa. Vào ngày 9 tháng 12 năm 2013, NASA thông báo rằng, dựa trên bằng chứng từ tàu Curiosity thu được ở đồng bằng Aeolis Palus thì hố thiên thạch Gale đã từng có một hồ nước ngọt cổ đại có thể là môi trường thích hợp cho sự sống vi sinh vật.
Cơ quan vũ trụ châu Âu hiện đang hợp tác với Cơ quan không gian liên bang Nga (Roscosmos) và đang phát triển tàu tự hành nghiên cứu sinh học vũ trụ ExoMars sẽ được phóng đi năm 2018.

## Phương pháp luận

### Khả năng có sự sống trên các hành tinh
Khi tìm kiếm sự sống trên các hành tinh như Trái Đất, vài giả định đơn giản là hữu ích nhằm giảm khối lượng công việc cho các nhà sinh học vũ trụ. Một giả định là phần lớn dạng sống trong thiên hà của chúng ta là dựa trên hóa học các-bon (hữu cơ), giống mọi dạng sống trên Trái Đất. Các-bon có khả năng khác thường là hình thành một lượng vô cùng lớn các phân tử xung quanh nó. Các-bon là nguyên tố phổ biến thứ tư trong vũ trụ và năng lượng cần để hình thành hay phá vỡ liên kết các-bon là vừa đủ để xây dựng nên các phân tử không những bền vững mà còn có thể tham gia các phản ứng hóa học. Thực tế rằng các nguyên tử các-bon dễ dàng tạo liên kết với các nguyên tử các-bon khác cho phép xây dựng nên những phân tử phức tạp và dài tùy ý.
Sự hiện diện của nước ở dạng lỏng là một giả định hữu ích, vì nó là một phân tử phổ biến và cung cấp một môi trường tuyệt vời cho sự hình thành các phân tử dựa trên các-bon phức tạp mà cuối cùng có thể dẫn đến sự hình thành sự sống. Một vài nhà nghiên cứu cân nhắc cả môi trường Amonia, hoặc khả thi hơn, hỗn hợp nước-amonia.
Giả định thứ ba là tập trung vào các ngôi sao giống như Mặt trời. Điều này có nguồn gốc từ ý tưởng về khả năng sống được của các hành tinh. Các ngôi sao rất lớn có thời gian sống khá ngắn, nghĩa rằng sự sống khó có đủ thời gian để hình thành trên các hành tinh xoay quanh chúng. Các ngôi sao nhỏ cung cấp rất ít nhiệt và hơi ấm nên chỉ có các hành tinh ở quỹ đạo gần mới không bị đông cứng, và ở những quỹ đạo gần như thế các hành tinh rất có thể bị "khóa thủy triều" với mặt trời. Nếu không có bầu khí quyển dày thì một bên của hành tinh sẽ luôn luôn bị đốt nóng và mặt kia luôn bị đóng băng. Vào năm 2005, vấn đề này được cộng đồng khoa học chú ý trở lại vì thời gian sống dài của các sao lùn đỏ có thể cho phép hình thành sự sống trên các hành tinh có khí quyển dày. Điều này rất có ý nghĩa vì các sao lùn đỏ vô cùng phổ biến.
Ước tính rằng khoảng 10% số sao trong thiên hà của chúng ta là giống Mặt trời; có khoảng 1000 ngôi sao như thế trong phạm vi 100 năm ánh sáng quanh Mặt trời. Những sao này sẽ là những mục tiêu chính cho việc lắng nghe giữa các vì sao. Vì Trái Đất là hành tinh duy nhất được biết là có sự sống nên không có cách nào rõ ràng để biết liệu có giả định nào trong số này là đúng hay không.

### Các nỗ lực giao tiếp

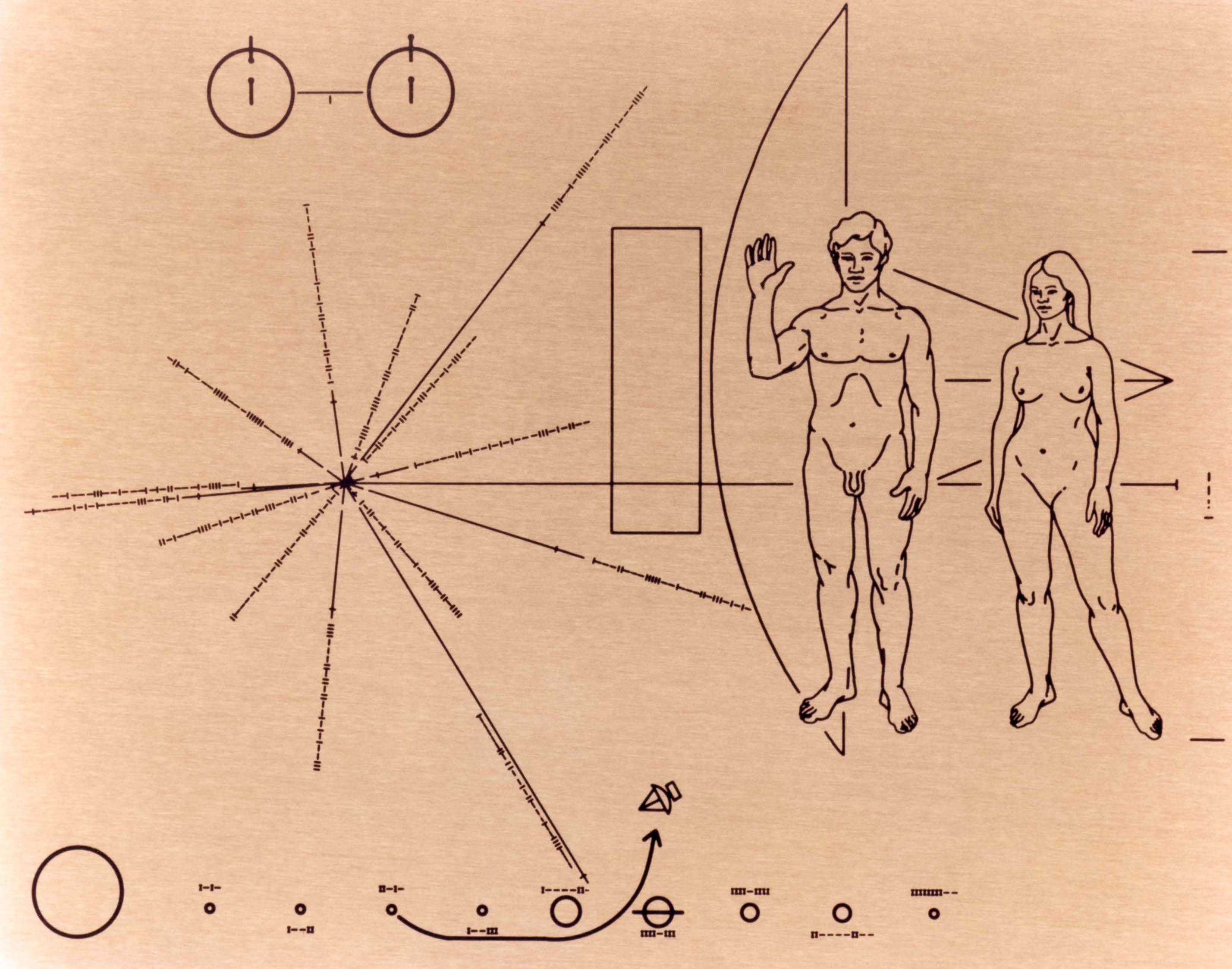
The illustration on the Pioneer plaque

Nghiên cứu về giao tiếp với trí thông minh ngoài Trái Đất (CETI) tập trung vào việc soạn và giải mã các thông điệp mà trên lý thuyết có thể hiểu được bởi một nền văn minh công nghệ cao khác. Các nỗ lực giao tiếp của con người bao gồm việc phát đi các ngôn ngữ toán học, các hệ thống hình ảnh như là thông điệp Arecibo và các phương pháp tính toán nhằm phát hiện và giải mã các giao tiếp bằng ngôn ngữ "tự nhiên". Ví dụ, chương trình SETI sử dụng cả kính thiên văn vô tuyến và kính thiên văn quang học để tìm kiếm các tín hiệu có chủ ý từ trí thông minh ngoài Trái Đất.
Trong khi một số nhà khoa học nổi tiếng, như Carl Sagan, ủng hộ việc truyền đi các thông điệp, thì nhà khoa học Stephen Hawking đã cảnh báo chống lại việc đó, cho rằng các sinh vật ngoài hành tinh rất có thể sẽ cướp Trái Đất lấy tài nguyên và sau đó dời đi.

### Các yếu tố của sinh học vũ trụ

#### Thiên văn

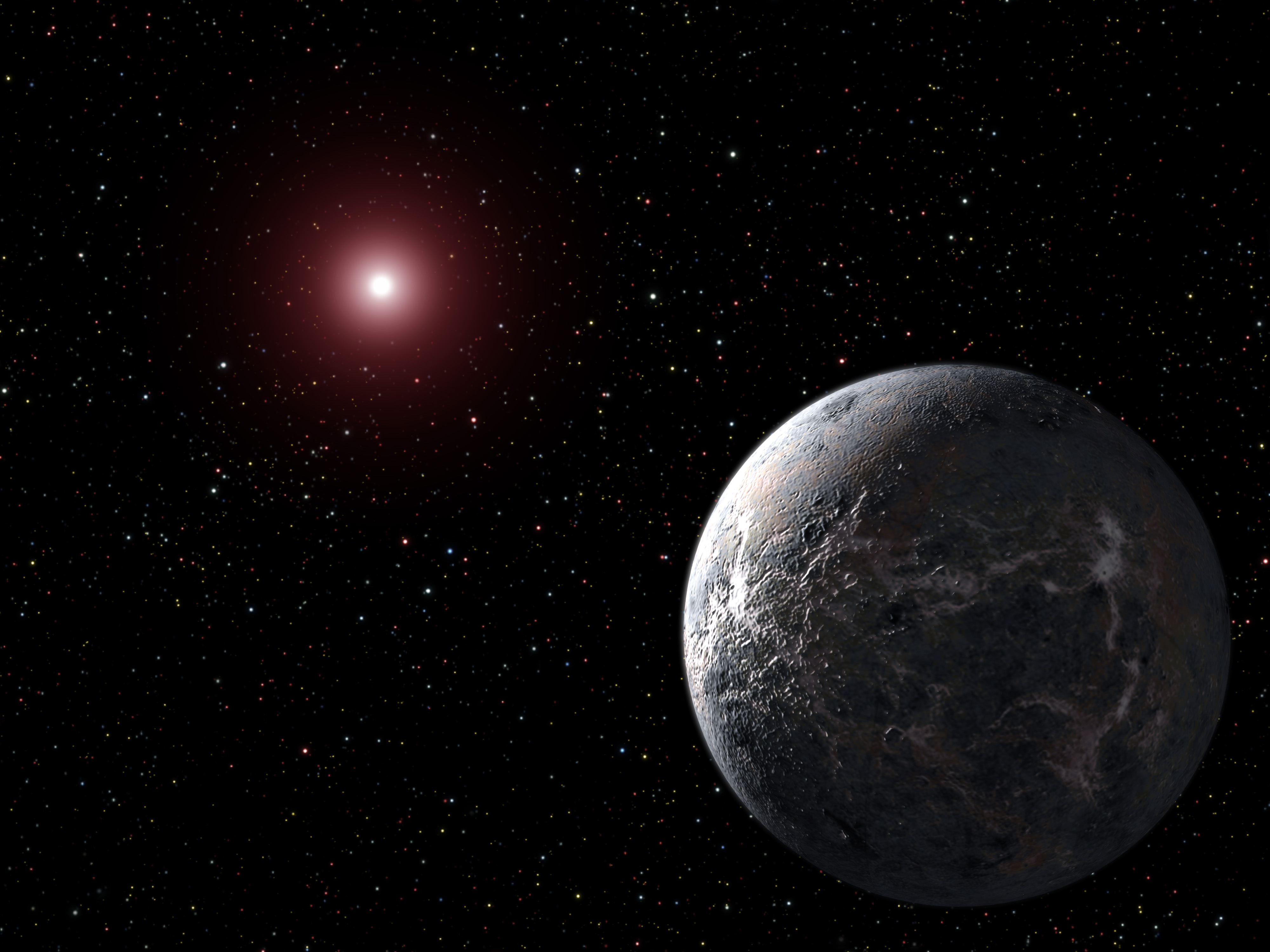
Artist's impression of the extrasolar planet OGLE-2005-BLG-390Lb orbiting its star 20,000 light-years from Earth; this planet was discovered with gravitational microlensing.

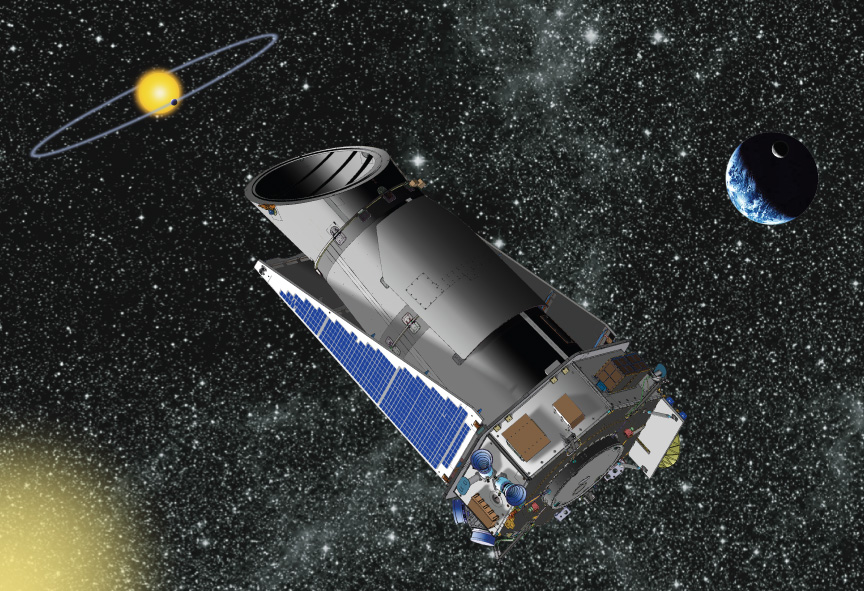
The NASA Kepler mission, launched in March 2009, searches for extrasolar planets.

Hầu hết mọi nghiên cứu sinh học vũ trụ liên quan đến thiên văn là nhằm phát hiện các hành tinh ngoài hệ mặt trời, giả thiết rằng nếu sự sống nảy sinh trên Trái Đất thì nó cũng có thể phát triển trên các hành tinh có các đặc điểm tương tự. Để làm được điều đó, nhiều thiết bị nhằm phát hiện các hành tinh ngoài hệ mặt trời có kích cỡ Trái Đất đã được xem xét đến, đáng chú ý là các chương trình Terestrial Planet Finder (TPF) của NASA và Darwin của ESA, cả hai đều đã bị hủy bỏ. Ngoài ra, NASA đã phóng tàu thăm dò Kepler vào tháng 3 năm 2009, và Cơ quan không gian Pháp đã phóng tàu không gian COROT năm 2006. Cũng có một số nỗ lực khác ít tham vọng hơn được tiến hành dưới mặt đất.
Mục tiêu của những nhiệm vụ này không chỉ là phát hiện các hành tinh kích cỡ Trái Đất, mà còn trực tiếp phát hiện ánh sáng phát ra từ hành tinh đó để nghiên cứu quang phổ học. Bằng cách khảo sát quang phổ của hành tinh, có thể xác định được cấu tạo cơ bản của khí quyển và/hoặc bề mặt của hành tinh đó; nếu có những hiểu biết này, rất có thể sẽ đánh giá được khả năng tìm thấy sự sống trên hành tinh đó. Một nhóm nghiên cứu của NASA, Phòng thí nghiệm hành tinh ảo, hiện dùng mô hình máy tính để tạo ra nhiều loại hành tinh ảo khác nhau để xem chúng sẽ như thế nào nếu nhìn qua TPF hoặc Darwin. Người ta hi vọng rằng nếu một trong những tàu thăm dò này hoạt động, những đặc điểm về quang phổ của chúng mà chỉ ra khả năng tồn tại sự sống có thể được kiểm tra chéo với quang phổ của những hành tinh ảo. Sự biến thiên quang phổ theo thời gian của các hành tinh ngoài hệ mặt trời cũng có thể cung cấp những manh mối về đặc điểm bề mặt và khí quyển của chúng.
Số lượng các hành tinh có sự sống thông minh có thể được ước tính thông qua công thức Drake, là một phương trình diễn tả xác suất tồn tại sự sống thông minh như là sản phẩm của các yếu tố như tỷ lệ các hành tinh có thể sống được và tỷ lệ các hành tinh có thể xuất hiện sự sống:
{\displaystyle N=R^{*}~\times ~f_{p}~\times ~n_{e}~\times ~f_{l}~\times ~f_{i}~\times ~f_{c}~\times ~L}
trong đó:
- N = Số lượng các nền văn minh giao tiếp
- R* = Tốc độ hình thành các ngôi sao bền vững (giống Mặt trời của chúng ta)
- fp = Tỷ lệ các ngôi sao bền vững có hành tinh (các bằng chứng hiện tại chỉ ra rằng hệ hành tinh có thể là phổ biến cho các ngôi sao giống Mặt trời)
- ne = Số lượng các hành tinh cỡ Trái Đất trong mỗi hệ hành tinh
- fl = Tỷ lệ các hành tinh cỡ Trái Đất mà sự sống thực sự phát triển
- fi = Tỷ lệ các hành tinh có sự sống mà trí thông minh phát triển
- fc = Tỷ lệ các nền văn minh giao tiếp (là các nền văn minh mà công nghệ giao tiếp điện từ phát triển)
- L = Thời gian tồn tại của các nền văn minh giao tiếp

Một lĩnh vực nghiên cứu năng động khác của sinh học vũ trụ là sự hình thành của hệ thống hành tinh. Người ta cho rằng những điểm đặc biệt của hệ Mặt trời của chúng ta (ví dụ như sự hiện diện của sao Mộc như một lớp khiên bảo vệ) có thể đã làm tăng đáng kể xác suất xuất hiện sự sống thông minh trên hành tinh của chúng ta. Hiện tại người ta vẫn chưa đạt được đến một kết luận chắc chắn nào.

#### Sinh học

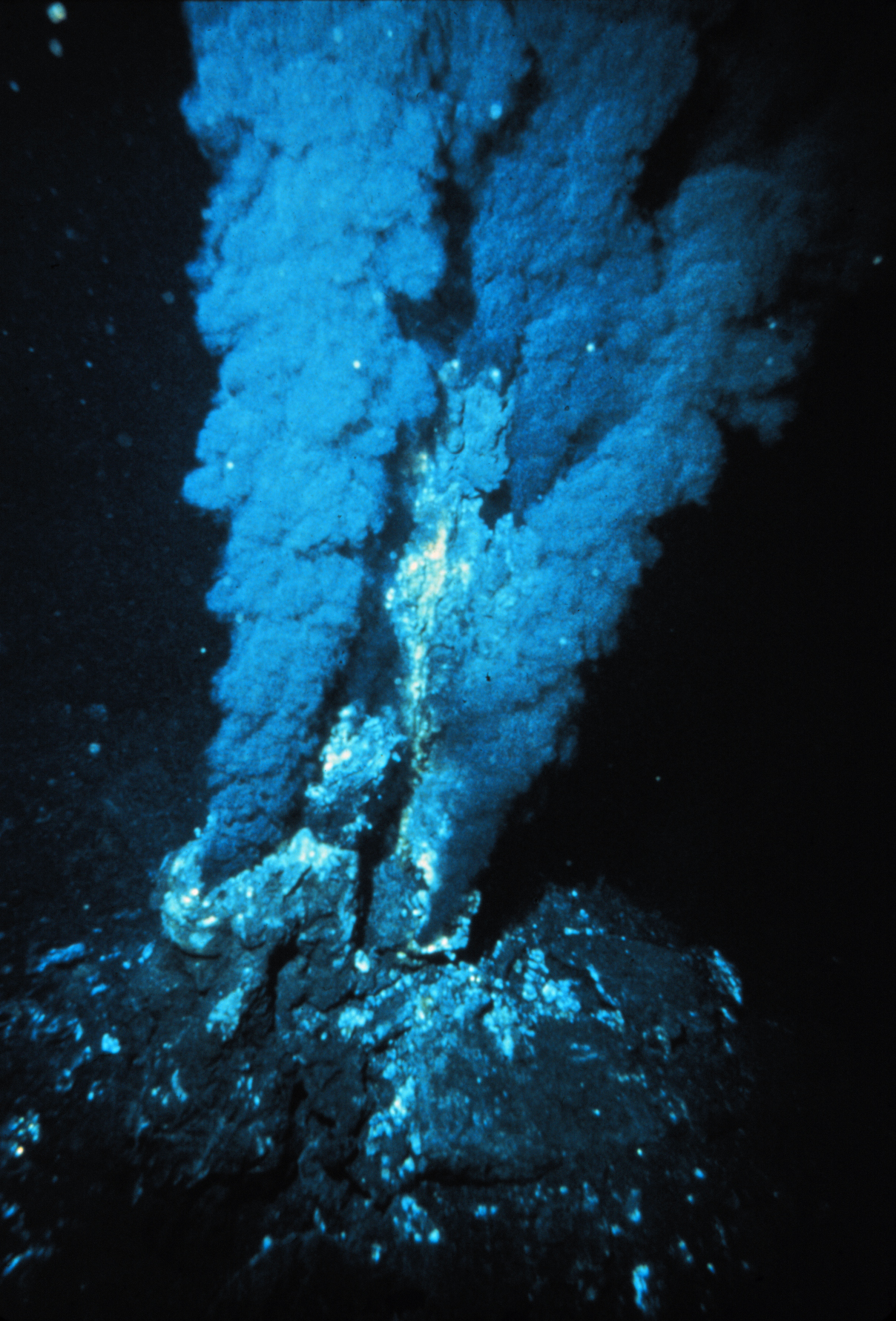
Các miệng phun thủy nhiệt có khả năng hỗ trợ các vi khẩn ưa nhiệt độ cực đoan trên Trái Đất và có thể cũng hỗ trợ sự sống ở các nơi khác trong vũ trụ.

Sinh học không thể phát biểu rằng một quá trình hay hiện tượng bắt buộc phải xuất hiện ở một thiên thể khác Trái Đất. Các nhà sinh học chỉ ra điều gì là suy đoán, điều gì không.
Cho tới những năm 1970, sự sống được cho là hoàn toàn phụ thuộc vào năng lượng Mặt trời. Thực vật trên bề mặt Trái Đất hấp thụ ánh sáng để quang hợp tạo thành đường từ carbon dioxide và nước, giải phóng oxy trong quá trình đó, và sau đó bị các động vật hấp thụ oxy tiêu thụ. Năng lượng thực vật tạo ra do đó được truyền đi khắp chuỗi thức ăn. Thậm chí ngay cả sự sống dưới đáy biển nơi ánh sáng không thể tới được cũng được cho là thu nhận dưỡng chất hoặc là bằng cách sử dụng các mảnh vụn hữu cơ từ lớp nước bề mặt lắng đọng xuống, hoặc là bằng cách tiêu thụ các động vật đã làm như thế. Do đó khả năng hỗ trợ sự sống của một thế giới đã được cho là phụ thuộc vào sự tiếp cận với ánh sáng của thế giới đó. Tuy nhiên, vào năm 1977, trong một cuộc lặn thăm dò xuống khe nứt Galapagos trong tàu ngầm thăm dò Alvin, các nhà khoa học đã khám phá ra những quần thể sâu ống khổng lồ, trai, giáp xác và các sinh vật khác quần tụ xung quanh các kẽ hở núi lửa dưới biển gọi là các ống khói đen. Những sinh vật này sinh sôi nảy nở mặc dù không hề tiếp xúc với ánh sáng, và người ta sớm phát hiện ra là chúng tạo thành một chuỗi thức ăn độc lập. Thay vì thực vật, nguồn cơ bản cho chuỗi thức ăn này là một dạng vi khuẩn lấy năng lượng từ quá trình oxy hóa các hóa chất như hydro hoặc hydro sulfide thoát ra từ bên trong Trái Đất. Quá trình hóa tổng hợp này đã cách mạng hóa nghiên cứu về sinh học bằng cách chỉ ra rằng sự sống không nhất thiết phải phụ thuộc vào mặt trời; sự sống chỉ cần nước và một gradient năng lượng để tồn tại.
Các sinh vật cực hạn (Extremophiles - các sinh vật có khả năng sống ở những môi trường cực hạn) là yếu tố nghiên cứu cơ bản của các nhà sinh học vũ trụ. Những sinh vật như thế bao gồm biota có khả năng tồn tại sâu vài kilomet dưới mặt đại dương gần những miệng phun thủy nhiệt và các vi sinh vật sinh sôi trong các môi trường có tính axit cao. Các sinh vật cực hạn giờ cũng được biết là sinh sôi trong băng, nước sôi, axit, nước lõi của các lò phản ứng hạt nhân, các tinh thể muối, chất thải độc hại và một loạt các môi trường sống cực đoan khác mà trước đây được cho là không phù hợp cho sự sống. Điều này mở ra một con đường mới trong sinh học vũ trụ bằng cách mở rộng đáng kể số lượng các môi trường có thể có sự sống ngoài Trái Đất.

## Bibliography
- The International Journal of Astrobiology Lưu trữ ngày 25 tháng 7 năm 2008 tại Wayback Machine, published by Cambridge University Press, is the forum for practitioners in this interdisciplinary field.
- Astrobiology Lưu trữ ngày 31 tháng 8 năm 2004 tại Wayback Machine, published by Mary Ann Liebert, Inc., is a peer-reviewed journal that explores the origins of life, evolution, distribution, and destiny in the universe.
- Catling, David C. (2013). Astrobiology: A Very Short Introduction. Oxford: Oxford University Press. ISBN 0-19-958645-4.
- Kolb, Vera M. (Ed) (2015). Astrobiology: An Evolutionary Approach. Boca Raton: CRC Press. ISBN 978-1-4665-8461-7.
- Dick, Steven J.; James Strick (2005). The Living Universe: NASA and the Development of Astrobiology. Piscataway, NJ: Rutgers University Press. ISBN 0-8135-3733-9.
- Grinspoon, David (2004) [2003]. Lonely planets. The natural philosophy of alien life. New York: ECCO. ISBN 0-06-018540-6.
- Mautner, Michael N. (2000). Seeding the Universe with Life: Securing Our Cosmological Future (PDF). Washington D. C.: Legacy Books (www.amazon.com). ISBN 0-476-00330-X.
- Jakosky, Bruce M. (2006). Science, Society, and the Search for Life in the Universe. Tucson: University of Arizona Press. ISBN 0-8165-2613-3.
- Lunine, Jonathan I. (2005). Astrobiology. A Multidisciplinary Approach. San Francisco: Pearson Addison-Wesley. ISBN 0-8053-8042-6.
- Gilmour, Iain; Mark A. Sephton (2004). An introduction to astrobiology. Cambridge: Cambridge Univ. Press. ISBN 0-521-83736-7.
- Ward, Peter; Brownlee, Donald (2000). Rare Earth: Why Complex Life is Uncommon in the Universe. New York: Copernicus. ISBN 0-387-98701-0.
- doi:10.1146/annurev.astro.43.051804.102202